# José José: El Príncipe de la Canción
José José: El Príncipe de la Canción é uma série biográfica mexicana-estadounidense produzida por Estúdios TeleMéxico, por Gabriela Valentán, Salvador Montes e Jorge Jiménez para Telemundo em 2018. É dirigida por Carlos Villegas e Diego Mejía. Está baseada na vida de José José.
Protagonizada por Alejandro de la Madrid, María Fernanda Yepes e Itatí Cantoral, com atuação de Rosa María Bianchi; também conta com as atuações especiais de Damián Alcázar e Danna Paola.

## Elenco
- Alejandro de la Madrid - José José[3]
- María Fernanda Yepes - Ana Elena "Anel" Noreña (primeira etapa)[4]
- Alpha Deita - Ana Elena "Anel" Noreña (etapa 2)
- Itatí Cantoral - Natalia "Kiki" Herrera Cales
- Rosa María Bianchi - Margarita Ortiz
- Damián Alcázar - José Sosa
- Danna Paola - Lucero[5]
- Ana Ofelia Murguía - Avó Carmelita
- Juan Carlos Colombo - Carlos Herrera
- Raquel Pankowsky - Natalia Ruas Chacón
- Carlos Bonavides - Manuel Gómez
- Silvia Marechal - Mãe de Lucero
- Jorge Jiménez - Abel Solares
- Carlos Athié - Pedro Salgas
- Michel Chauvet - Gabriel
- Manuel Balbi - Nacho
- Gonzalo Vega - José José (adolescente)
- Mauricio Isaac - Raúl "Chumo" Ortíz
- Axel Areias - Gonzalo Sosa
- Sylvia Sáenz - Claudia Lozano "A Güera"
- Yunuen Pardo - Mili Graf
- José Ángel Bichir
- Pedro de Tavira - Alfonso Lira
- Ricardo Polanco - A Jorja
- Alejandro Calva - Toño Camacho
- Ariana Rum Pedrique - Nora Díaz
- Ana Layevska - Christian Bach
- José María Galeano
- Gabriel Navarro - Jorge Landa
- Fernanda Echeverría
- Yolanda Abbud - A Negra
- Maria Ruiz Landeta - Marysol
- Siouzana Melikián - María Sosa
- Vicky Araico - Laura Manterola
- Malillany Marín - Sarita Salazar
- Saúl Hernández - Ángel Sosa
- Briggitte Beltrán - Rosario "Chayo" García
- Andrés Giardello - Mauricio Garcés
- Paola Gómez - Liza
- Ángel Cerlo - Ancona
- Andres Dardon - Esteban Millán "O Negro"
- Pedro De Tavira - Alfonso Lira
- Edgardo Gonzalez - Víctor Frenk
- Adrian Makala - Francisco Fellove
- Karem Momo Ruiz - Minerva
- Santiago Stephens - O Patas
- Alejandra Zaid - Lorena Solares
- Lenny Zundel - Enrique
- José José - Ele mesmo